# Chicama
Chicama es una localidad peruana capital del distrito homónimo (provincia de Ascope, departamento de La Libertad) en el valle del mismo nombre. Se ubica aproximadamente a unos 30 kilómetros al norte de la ciudad de Trujillo y a casi 600 de Lima.

## Historia
A principios del siglo XVI, Diego de Mora, gobernador de la Corona de España y capitán de los huestes del conquistador Francisco Pizarro, fue designado para administrar los centros poblados, riquezas naturales y valles agrícolas ubicados en las puertas bajas de la cuenca hidroenergética del río Chicama. Decide entonces fundar un centro poblado —Chacma, como se llamaba originariamente— que sirva de nexo y descanso (una especie de tambo) de los habitantes de los valles de Chicama y de Moche, así como de los residentes de la intendencia de Trujillo que viajaban al norte de la región. A fines del siglo XVIII, pasa a llamarse Chicama, su nombre actual. Como era tradición en los poblados españoles, las principales edificaciones se levantaron alrededor de una Plaza de Armas.